# Beleg van Minowa
Het Beleg van Minowa was een slag tijdens de Japanse Sengoku-periode. Het beleg vond plaats in 1566 en was een van de pogingen van Takeda Shingen om gebieden van de Uesugi-clan te veroveren. Het kasteel Minowa viel en de kasteelheer, Nagano Narimori, werd gedood.
Enkele jaren eerder stierf Nagano Narimasa, heer van kasteel Minowa en een trouw vazal van de Uesugi; om de regio te beschermen tegen de Takeda besloot de familie Nagano om zijn dood geheim te houden om zijn opvolger tijd te geven zich vestigen. In 1566 vielen de Takeda aan, en werden een tijdlang staande gehouden door de verdedigers onder leiding van de jonge opvolger, Nagano Narimori, en de beroemde zwaardvechter Kamiizumi Nobutsuna. Intense gevechten leidden er uiteindelijk toe dat Kamiizumi een dappere aanval leidde buiten de poorten van het kasteel, die in het begin succes had. Narimori werd echter kort hierna gedood, en de verdediging viel uiteen.